# Oreamuno (cantão)
Oreamuno é um cantão da Costa Rica, situado na província de Cartago, entre Paraíso e Cartago ao sul, Alvarado e Turrialba ao leste, Pococí ao norte, e Vásquez de Coronado ao oeste. Sua capital é a cidade de San Rafael. Possui uma área de 202,31 km² e sua população está estimada em 45.473 habitantes.

## Divisão política
Atualmente, o cantão de Oreamuno possui 5 distritos. Os dados de população e densidade populacional correspondem ao X Censo de Población y Vivienda, realizado em junho de 2011.
|   | Nome do Distrito | Área (km²) | População | Densidade | Moradias |
| - | ---------------- | ---------- | --------- | --------- | -------- |
| 1 | San Rafael       | 10,08      | 27,249    | 2703,27   | 7429     |
| 2 | Cot              | 15,06      | 9.630     | 639,44    | 2.243    |
| 3 | Potrero Cerrado  | 18,72      | 2.281     | 121,85    | 607      |
| 4 | Cipreses         | 8,7        | 3.700     | 425,29    | 965      |
| 5 | Santa Rosa       | 149,75     | 2.614     | 17,46     | 671      |